# Samsung Galaxy A80
Samsung Galaxy A80 — Android-смартфон среднего класса, выпускаемый компанией Samsung Electronics в рамках линейки Galaxy A пятого поколения. Он был представлен на мероприятии Samsung Galaxy Event в Бангкоке, Таиланд, 10 апреля 2019 года и выпущен 29 мая 2019 года. Его наиболее примечательной особенностью является отсутствие фронтальной камеры, вместо которой используется уникальная всплывающая камера, позволяющая получить почти безрамочный дисплей.

## Технические характеристики

### Аппаратное обеспечение
Samsung Galaxy A80 оснащен 6,7-дюймовым дисплеем Super AMOLED Full-HD+ (2400x1080 пикселей) New Infinity Display с соотношением сторон 20:9; это первый телефон Samsung с технологией New Infinity. Телефон оснащен недавно представленным Snapdragon 730G SoC, восьмиъядерным процессором с двумя ядрами с тактовой частотой 2,2 ГГц и шестью ядрами с тактовой частотой 1,7 ГГц. Он также поставляется с 8 ГБ оперативной памяти и 128 ГБ встроенной памяти. Его память не может быть расширена с помощью карты microSD. Телефон имеет размеры 165,2 x 76,5 x 9,3 мм. Телефон также оснащен аккумулятором емкостью 3700 мАч и технологией сверхбыстрой зарядки мощностью 25 Вт.

### Камера
Samsung Galaxy A80 оснащен тройной камерой, состоящей из основной 48-мегапиксельной камеры, сверхширокой 8-мегапиксельной камеры по бокам и датчика ToF. Он также представил вращающуюся камеру; задняя камера выдвигается вверх и автоматически поворачивается вперед при переключении в режим селфи.

### Программное обеспечение
Samsung Galaxy A80 работает на Android 9.0 Pie с одним пользовательским интерфейсом. В телефоне есть множество функций, включая Bixby, Samsung Pay, Samsung Health и Samsung Knox.
По состоянию на февраль 2022 года он поддерживает One UI 3.1 с Android 11. Samsung также обещает 4 года обновлений безопасности для этого устройства, поэтому пользователи будут получать обновления до 2023 года.

## Прием
Samsung Galaxy A80 получил в целом положительные отзывы журналистов. Джон Макканн из TechRadar наслаждался выдвижной камерой, безупречным экраном, достаточной мощностью и памятью; однако он выразил обеспокоенность по поводу его долговечности, отсутствия разъема для наушников и толстого захвата конструкции. В целом, он сказал: «Не пугайтесь трюка с всплывающей камерой с вращающейся камерой. Это интересно, но Samsung Galaxy A80 выглядит гораздо больше, чем просто пони с одним трюком».